# Laar (Zierenberg)

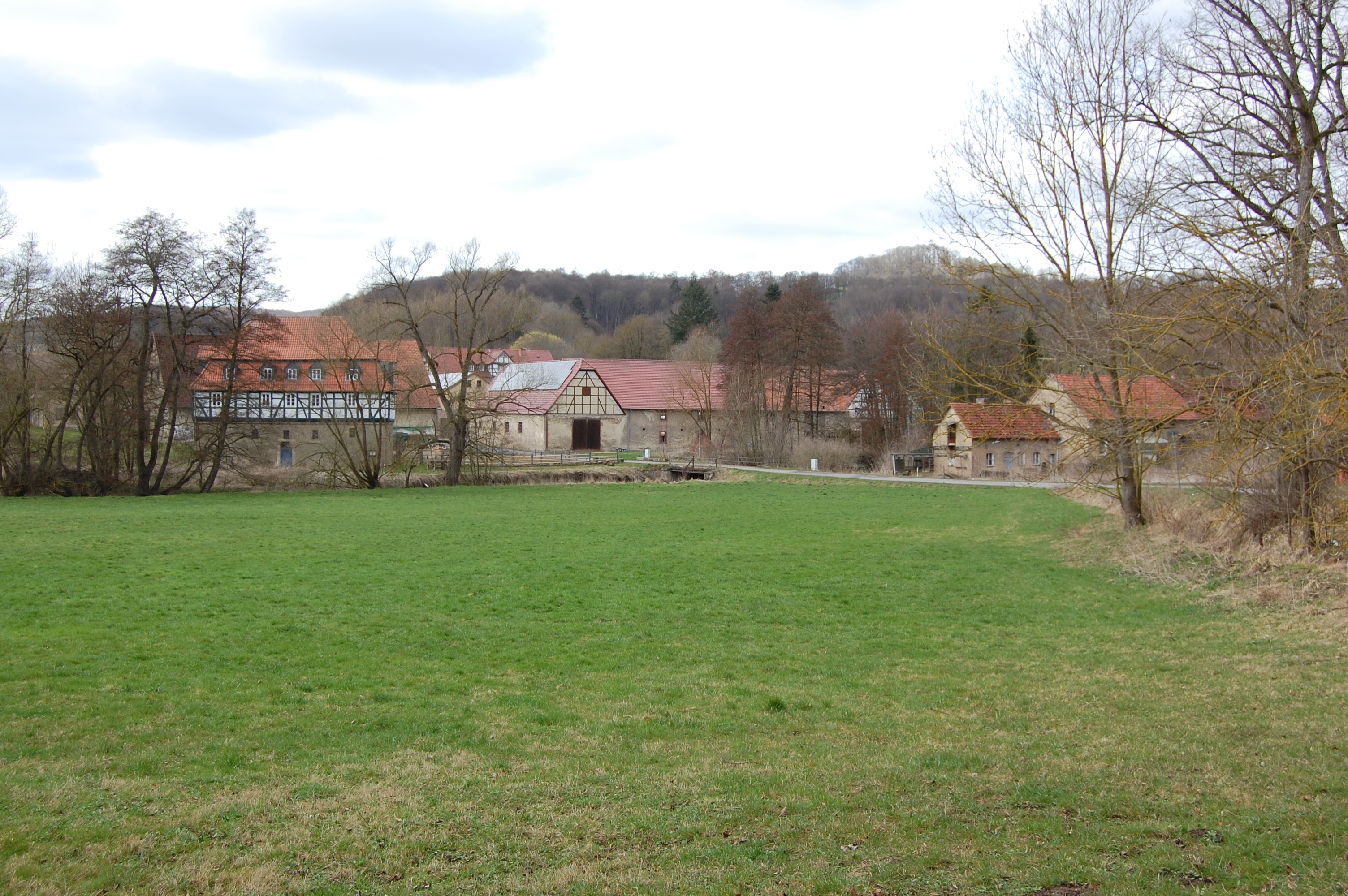
Gut Laar

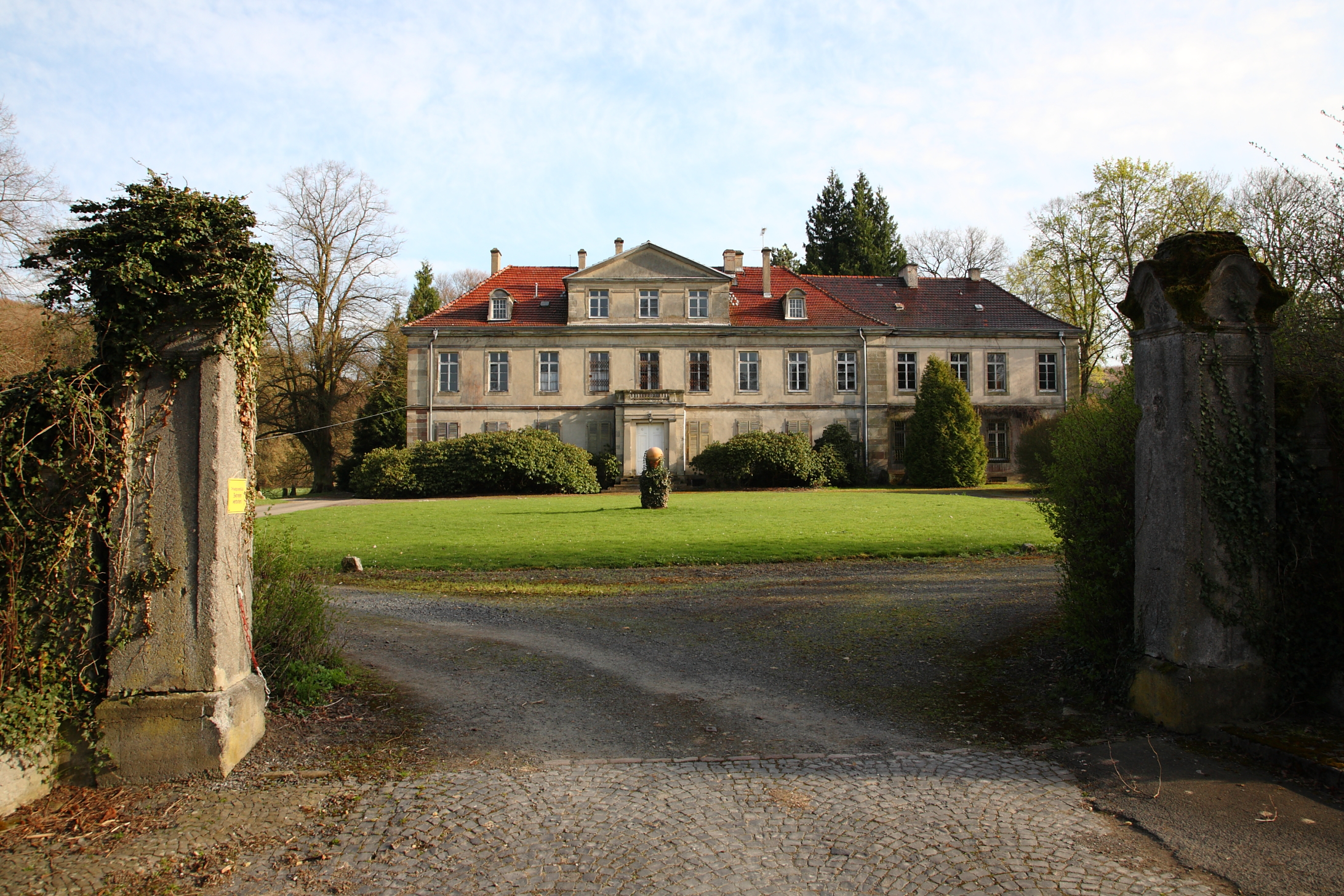
Schloss Laar

Laar ist ein Stadtteil von Zierenberg im nordhessischen Landkreis Kassel mit weniger als 20 Einwohnern. Es besteht aus den wenigen Häusern des „Gutshofs Laar“, der „Alten Mühle“ und dem Schloss Laar mit dessen Parkanlage.

## Geographie
Laar liegt im Nordteil des Naturparks Habichtswald etwa 4,5 km nordnordwestlich vom Ortskern der Kernstadt Zierenbergs. Es ist eingebettet in das von bewaldeten Bergen gesäumte Tal am Mittellauf des südlichen Diemel-Zuflusses Warme und befindet sich auf etwa 210 m ü. NHN.
Neben Zierenberg im Süden ist die nächste Ortschaft der rund 1,5 km nördlich gelegene Stadtteil Hohenborn, und etwa 2 km südlich von Laar liegt das Gut Rangen. Ungefähr 2,5 km südöstlich befindet sich die Burgruine Schartenberg, rund 2,5 km in Richtung Südsüdwesten sind es bis zur Burgruine Falkenberg, etwa 2,5 km westsüdwestlich steht in Zierenberg-Escheberg das Schloss Escheberg und zirka 1,5 km westnordwestlich befindet sich die Burgruine Malsburg (Entfernungen jeweils Luftlinie).

## Geschichte

### Gut und Schloss Laar
Das Gut Laar, das kulturhistorisch in der Geschlossenheit seiner Gesamtlage bedeutend ist, gehörte ursprünglich zum Gerichtsbezirk der Herren von der Malsburg, in deren Besitz Laar erstmals 1322 erwähnt ist. Diese verkauften das Gut in zwei Schritten 1688 und 1691 an den hessischen Landgrafen Karl. In der Folgezeit wechselten die Besitzer einige Male. Seit 1902 sind Gut und Schloss Besitz der Nachfahren von Wilhelm Friedrich von Starck. Die Wirtschaftsgebäude stammen aus den Jahren 1565 und 1599. Zu dem Gut gehört ein kleiner Friedhof, der die Gräber verschiedener Gutsherren und Angestellter beherbergt. Das Schloss Laar, an das sich südlich ein Park mit Teich anschließt, wurde am Westrand des Gutsgeländes um 1790 erbaut.

### Alte Mühle
Die aufwändig restaurierte „Alte Mühle“, die 1599 als Wassermühle am Ostrand von Laar an einem etwa 700 m langen Mühlgraben der Warme erbaut wurde, erzeugt seit ihrer Restaurierung im Jahr 1994 Strom und beherbergt ein Mühlenmuseum.

### Ringwall Laar
Etwa 350 m nordöstlich der Mühle und damit etwas oberhalb von Laar befinden sich im Waldgebiet des „Hagen Laar“ die Reste des  Ringwalls Laar, auch „Laarer Wand“ genannt, Überbleibsel einer im 9. Jahrhundert erbauten und im Jahre 938 zerstörten Spornburg.

### Gemeinde Laar
Im Jahr 1928 wurden aus den Gutsbezirk Laar, Rangen und Forst Schartenberg die Gemeinde Laar gebildet.
Im Zuge der Gebietsreform in Hessen wurde am 1. Dezember 1970 die bis dahin selbständige Gemeinde Laar auf freiwilliger Basis in die Stadt Zierenberg eingegliedert. Für Laar wurde ein Ortsbezirk mit Ortsbeirat und Ortsvorsteher nach der Hessischen Gemeindeordnung eingerichtet.

### Verwaltungsgeschichte im Überblick
Die folgende Liste zeigt die Staaten und Verwaltungseinheiten, in denen Laar lag:
- vor 1688: Heiliges Römisches Reich, Gericht und Burgfriedensbezirk Malsburg
- ab 1688: Heiliges Römisches Reich, Landgrafschaft Hessen-Kassel, Amt Zierenberg
- ab 1806: Landgrafschaft Hessen-Kassel, Amt Zierenberg
- 1807–1813: Königreich Westphalen, Departement der Fulda, Distrikt Kassel, Kanton Zierenberg
- ab 1815: Kurfürstentum Hessen, Amt Zierenberg[9]
- ab 1821: Kurfürstentum Hessen, Provinz Niederhessen, Kreis Wolfhagen[10]
- ab 1848: Kurfürstentum Hessen, Bezirk Kassel
- ab 1851: Kurfürstentum Hessen, Provinz Niederhessen, Kreis Wolfhagen
- ab 1867: Königreich Preußen, Provinz Hessen-Nassau, Regierungsbezirk Kassel, Kreis Wolfhagen
- ab 1871: Deutsches Reich, Königreich Preußen, Provinz Hessen-Nassau, Regierungsbezirk Kassel, Kreis Wolfhagen
- ab 1918: Deutsches Reich, Freistaat Preußen, Provinz Hessen-Nassau, Regierungsbezirk Kassel, Kreis Wolfhagen
- ab 1944: Deutsches Reich, Freistaat Preußen, Provinz Kurhessen, Landkreis Wolfhagen
- ab 1945: Amerikanische Besatzungszone, Groß-Hessen, Regierungsbezirk Kassel, Landkreis Wolfhagen
- ab 1946: Amerikanische Besatzungszone, Hessen, Regierungsbezirk Kassel, Landkreis Wolfhagen
- ab 1949: Bundesrepublik Deutschland, Hessen, Regierungsbezirk Kassel, Landkreis Wolfhagen
- ab 1972: Bundesrepublik Deutschland, Hessen, Regierungsbezirk Kassel, Landkreis Kassel

## Bevölkerung

### Einwohnerstruktur 2011
Nach den Erhebungen des Zensus 2011 lebten am Stichtag dem 9. Mai 2011 in Laar 15 Einwohner. Darunter waren keine Ausländer. Nach dem Lebensalter waren kein Einwohner unter 18 Jahren, 6 zwischen 18 und 49, 3 zwischen 50 und 64 und 3 Einwohner waren älter. Die Einwohner lebten in 6 Haushalten. Davon waren 3 Singlehaushalte, keine Paare ohne Kinder und 3 Paare mit Kindern, sowie keine Alleinerziehende und keine Wohngemeinschaften. In 3 Haushalten lebten ausschließlich Senioren und in 3 Haushaltungen lebten keine Senioren.

### Einwohnerentwicklung
| Laar: Einwohnerzahlen von 1871 bis 2021 | Laar: Einwohnerzahlen von 1871 bis 2021 | Laar: Einwohnerzahlen von 1871 bis 2021 | Laar: Einwohnerzahlen von 1871 bis 2021 | Laar: Einwohnerzahlen von 1871 bis 2021 |
| --- | --------------------------------------- | --------------------------------------- | --------------------------------------- | --------------------------------------- |
| Jahr |                                         |                                         |                                         | Einwohner                               |
| 1871 | 1871                                    |                                         | 50                                      | 50                                      |
| 1885 | 1885                                    |                                         | 60                                      | 60                                      |
| 1905 | 1905                                    |                                         | ?                                       | ?                                       |
| 1925 | 1925                                    |                                         | ?                                       | ?                                       |
| 1939 | 1939                                    |                                         | 114                                     | 114                                     |
| 1946 | 1946                                    |                                         | 220                                     | 220                                     |
| 1950 | 1950                                    |                                         | 204                                     | 204                                     |
| 1956 | 1956                                    |                                         | 118                                     | 118                                     |
| 1961 | 1961                                    |                                         | 126                                     | 126                                     |
| 1967 | 1967                                    |                                         | 59                                      | 59                                      |
| 1970 | 1970                                    |                                         | 63                                      | 63                                      |
| 1980 | 1980                                    |                                         | ?                                       | ?                                       |
| 1990 | 1990                                    |                                         | ?                                       | ?                                       |
| 2000 | 2000                                    |                                         | ?                                       | ?                                       |
| 2011 | 2011                                    |                                         | 15                                      | 15                                      |
| 2015 | 2015                                    |                                         | 15                                      | 15                                      |
| 2021 | 2021                                    |                                         | 16                                      | 16                                      |
| Datenquelle: Historisches Gemeindeverzeichnis für Hessen: Die Bevölkerung der Gemeinden 1834 bis 1967. Wiesbaden: Hessisches Statistisches Landesamt, 1968. Weitere Quellen: bis 1970 LAGIS; Stadt Zierenberg; Zensus 2011 |                                         |                                         |                                         |                                         |

### Historische Religionszugehörigkeit
QuelleHistorisches Ortslexikon
| • 1871: | 50 evangelische (= 100 %) Einwohner                                |
| • 1885: | 60 evangelische (= 100 %) Einwohner                                |
| • 1961: | 103 evangelische (= 81,75 %), 22 katholische (= 17,46 %) Einwohner |

Der schwindende Einfluss der Christlichen Kirchen in Deutschland zeigt sich auch daran, dass beim Zensus 2011 in der Stadt nur noch 76 % der Einwohner einer christlichen Konfession angehörten.

## Verkehr
Direkt westlich vorbei an Laar verläuft zwischen Zierenberg und Hohenborn in Süd-Nord-Richtung die Landesstraße 3211. Durch Laar führt der Fulda-Diemel-Weg, ein Wanderweg zwischen den Flüssen Fulda im Osten und Diemel im Nordwesten.